# أدب البانك
أدب البانك أو أدب البانك ليت (بالإنجليزية: Punk literature) هو أدب مرتبط بثقافة البانك، حيث أدت مواقف وأيديولوجيات موسيقى البانك روك إلى ظهور خصائص مميزة في الكتابة تجلت في أدب البانك. وقد أثرت على النوع الأدبي الخيالي المتجاوز، ونوع السايبربانك ومشتقاتهما. العديد من شعراء البانك موسيقيون أيضًا، متواجدون من ضمن مجموعات مثل مجموعة شعر البانك الإنجليزية ميدواي للشعراء.

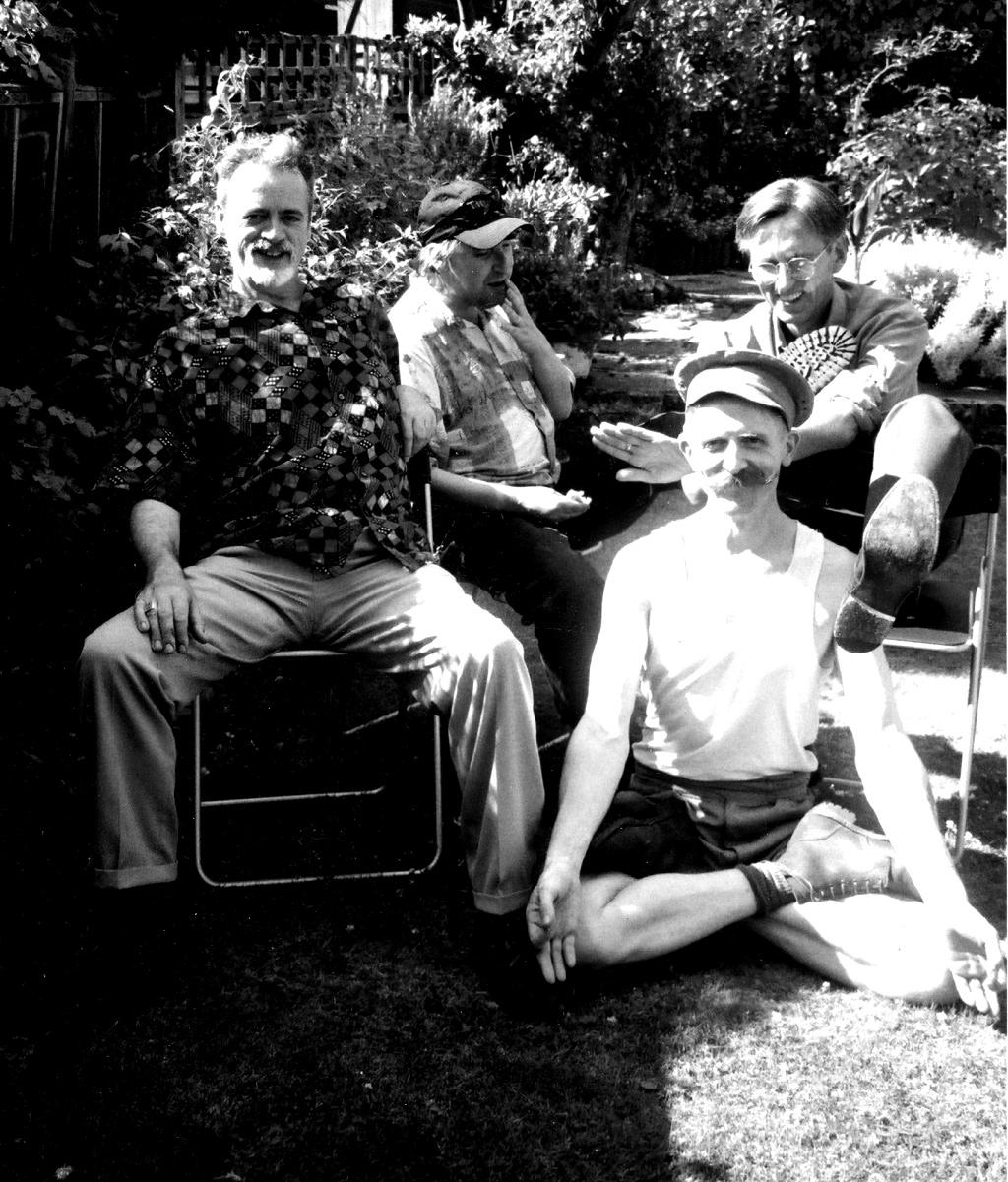
أعضاء شعراء ميدواي في عام 2003. بيل لويس، سيكستون مينج، روبرت إيرل وبيلي تشايلديش

## الصحافة
كان لثقافة البانك روك الفرعية مطابعها الخاصة في هيئة مجلات البانك، وهي مجلات مطبوعة متعلقة بالبانك يتم إنتاجها بشكل مستقل وتوزيعها على نطاق صغير. كان لدى العديد من مشاهد البانك الإقليمية مجلة بانك واحدة على الأقل، والتي تعرض الأخبار والقيل والقال والتعليقات الاجتماعية ومراجعات الموسيقى والمقابلات مع فرق البانك روك.

## شِعر
العديد من شعراء البانك هم أيضًا موسيقيون، بما في ذلك ريتشارد هيل وجيم كارول وباتي سميث وجون كوبر كلارك ونيك توزيك وريغان بوتشر وأتيلا ذا ستوكبروكر. تُعد الأعمال السيرة الذاتية لكارول من بين الأمثلة الأولى المعروفة لأدب البانك. ضمت مجموعة ميدواي للشعراء، وهي مجموعة أداء شعر بانك إنجليزية تأسست عام 1979، موسيقي البانك بيلي تشايلديش. يُنسب إليهم التأثير على تريسي إمين، التي ارتبطت بهم عندما كانت مراهقة. شكل أعضاء مجموعة ميدواي للشعراء لاحقًا مجموعة ستوكيستس الفنية. يسلط وصف تشارلز طومسون لأداء ميدواي للشعراء الضوء على اختلافه عن قراءة الشعر التقليدية:

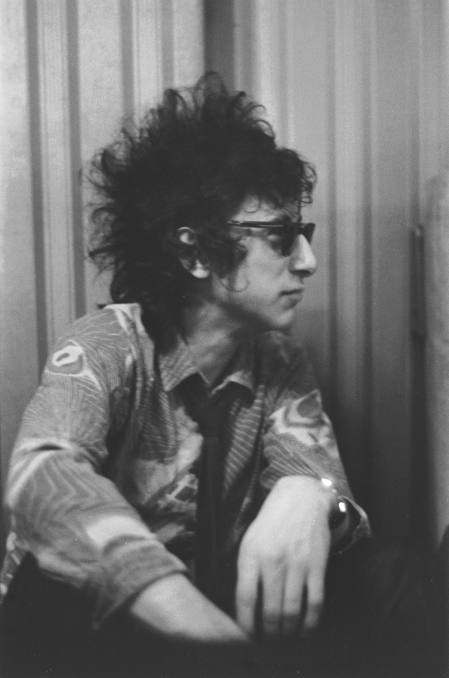
شاعر البانك جون كوبر في 1979

قفز بيل لويس على كرسي، وألقى بذراعيه على اتساعهما (مرة واحدة على الأقل ارتطمت برأسه بالسقف) وتظاهر بأنه يسوع. رش بيلي قصائده على أي شخص قريب منه وشرب الويسكي بإفراط. أخبرت ميريام العالم عن مهبلها. قدم روب وأنا عرضًا مشتركًا، حيث تظاهرنا، دون صعوبة تذكر، بظهور كاتبين مختلين مهووسين بذواتهم. قدمنا سيكستون أخيرًا إلى صديقته ميلدريد، التي تبين أنها كانت شعرًا مستعارًا على قطعة من الصحيفة في نهاية أنبوب حديدي.

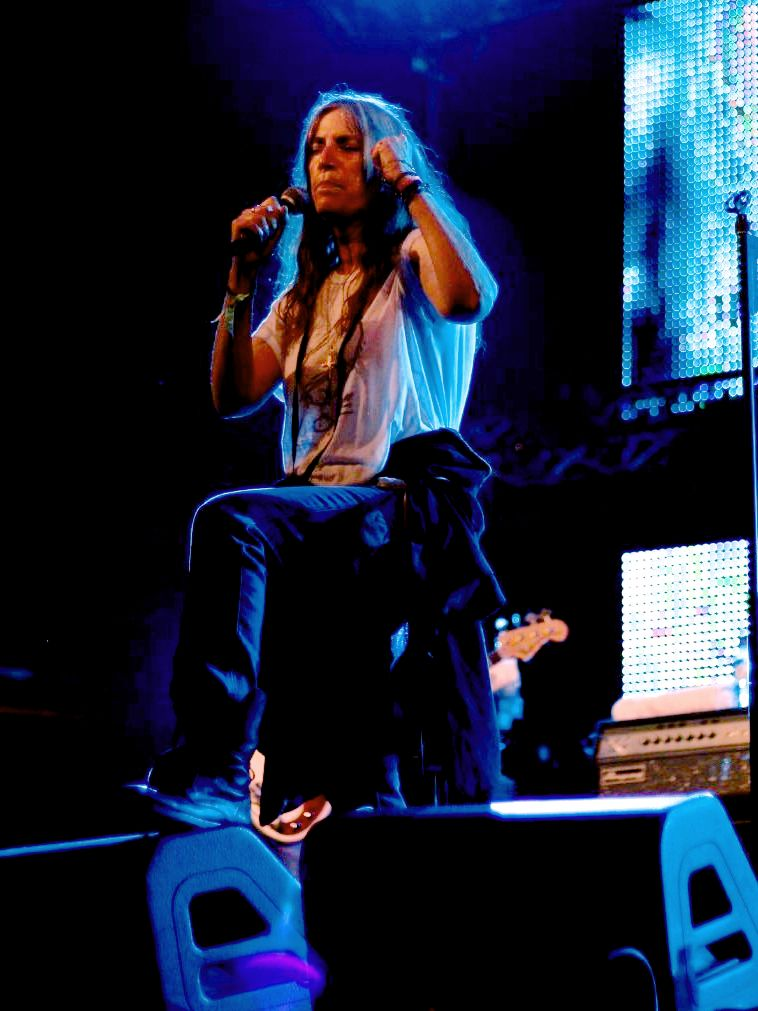
شاعرة البانك باتي سميث تؤدي في مهرجان بريمافيرا ساوند في برشلونة

مستوحى من الشاعر البانك جون كوبر كلارك والشاعر الدوب لينتون كواسي جونسون، تطور مشهد شعر الهذيان في أوائل الثمانينيات، والذي ضم فنانين مثل "سيثينج" ويلز، جولز، أتيلا ذا ستوكبروكر، بوركي ذا بويت، "تيثينج" ويلز، جاري جونسون، ذا بيج جيه، ليتل بروذر، سويفت نيك، ليتل ديف وجينجر جون. غالبًا ما قدم الشعراء الهذيان الدعم في حفلات البانك/الموجة الجديدة، واستمر بعضهم في إصدار تسجيلاتهم الخاصة أو الظهور في تجميعات البانك.

## أنظر أيضًا
- سايبربانك
- كوميكس تحت الأرض (بالإنجليزية)
- سبلاتربانك (بالإنجليزية)
- القصص المصورة البديلة (بالإنجليزية)